# و. برونینگ
و. برونینگ (فرانسوی: W. Browning‎) بازیکن کریکت اهل فرانسه است. وی در بازی‌های المپیک تابستانی ۱۹۰۰ به مدال نقره رسیده‌است.